# Super Sport (Chevrolet)
Super Sport (сокр. SS) — пакет опций, предлагаемый подразделением Chevrolet компании General Motors на ограниченном количестве автомобилей. Все модели SS поставляются с отличительной маркировкой «SS» на внешней стороне. Пакет SS впервые был представлен в 1961 году на Impala. Другие модели — Camaro, Chevelle, El Camino, Impala, Monte Carlo и Nova. Пакет опций SS также применялся в австралийских автомобилях Holden: Commodore и Ute.

## История
В декабре 1956 года Chevrolet представил шоу-кар на базе Corvette первого поколения (C1) под названием Corvette Super Sport. В начале 1957 года состоялся дебют Chevrolet Corvette SS.
В 1961 году «комплект» SS предлагался на Chevrolet Impala всего за 53,8 доллара. В комплект поставки входила отделка Super Sport как для внутреннего, так и для внешнего отдела, усиление шасси, более прочные пружины и амортизаторы, усилитель тормозов, колпаки на колеса и узкополосные шины с белыми стенами. Приборная панель автомобиля получила поручень пассажира в стиле Corvette и установленный на рулевой колонке тахометр со скоростью вращения 7000 об/мин. В том же году было выпущено 491000 Impala. С 1994 года пакет опций SS применяется в различных автомобилях Chevrolet.

## Модельный ряд

### Выпускаемые автомобили
- Chevrolet Blazer EV — электромобиль с электродвигателем мощностью 415 кВт (557 л. с.) и аккумуляторной батареей Ultium.

### Модели, снятые с производства

#### Автомобили
- Chevrolet (Commodore) SS: 6,2 л (380 куб. дюймов) LS3 V8 мощностью 415 л. с. (309 кВт) (2014—2017)
- Chevrolet Cobalt: 2,0 л (120 куб. дюймов) с турбонаддувом Ecotec LNF I4 мощностью 260 л. с. (194 кВт) (2008—2010)
- Chevrolet Cobalt: 2,0 л (120 куб. дюймов) с наддувом Ecotec LSJ I4 мощностью 205 л. с. (153 кВт) (2005—2007)
- Chevrolet Cobalt: 2,4 л (150 куб. дюймов) Ecotec LE5 I4 мощностью 171 л. с. (128 кВт) (2006—2008)
- Chevrolet HHR: 2,0 л (120 куб. дюймов) с турбонаддувом Ecotec LNF I4 мощностью 260 л. с. (194 кВт) (2008—2010)
- Chevrolet Impala (1961—1969, 1994—1996, 2004—2009)
- Chevrolet Malibu/Malibu Maxx (2006—2007)
- Chevrolet Chevelle (1964—1973)
- Chevrolet Camaro (1967—1972, 1996—2002, 2010—2024)
- Chevrolet El Camino (1968—1987)
- Chevrolet Chevy II Nova (1963—1968)
- Chevrolet Nova (1969—1976)
- Chevrolet Monte Carlo (1970—1971, 1983—1988, 2000—2007)

- 1969 Chevrolet El Camino SS
- 1971 Chevrolet Camaro SS
- 2003 Chevrolet Monte Carlo SS
- 2014 Holden Commodore SS

#### Пикапы
- Chevrolet 454 SS (1990—1993)
- Chevrolet S10 SS (1994—1998)
- Chevrolet SSR: 6,0 л (370 кубических дюймов) LS2 V8
- Chevrolet Silverado SS
- Chevrolet Silverado Intimidator SS
- Chevrolet TrailBlazer SS: 6,0 л (370 кубических дюймов) LS2 V8 (2006—2009)

- 2003 Chevrolet Silverado SS
- 2004 Chevrolet SSR

### Рынок Ближнего Востока
- Chevrolet Caprice: ребеджинг Impala SS (высокопроизводительной версии четвёртого поколения Chevrolet Caprice), 5,7 л (350 кубических дюймов) LT1 V8 мощностью 194 кВт (260 л. с.) (1995—1996)
- Chevrolet Caprice: ребеджинг Holden Caprice, 5,7 л (350 кубических дюймов) LS1 V8 мощностью 261 кВт (350 л. с.) (1999—2006), 6,0 л (370 кубических дюймов) L98 V8 мощностью 268 кВт (360 л. с.) (2006—2009), 6,0 л (370 кубических дюймов L77 V8 мощностью 261 кВт (350 л. с.) (2009—2015), 6,2 л (380 кубических дюймов) LS3 V8 мощностью 306 кВт (410 л. с.) (2015—2017)
- Chevrolet Lumina: ребеджинг третьего поколения Holden Monaro CV8, 5,7 л (350 кубических дюймов) LS1 V8 мощностью 261 кВт (350 л. с.) (2002—2006)
- Chevrolet Lumina: ребеджинг Holden Commodore SS (2000—2011)

### Рынок Южной Африки
В течение короткого периода времени в начале 1970-х годов модель «Chevrolet SS» на базе Holden Monaro, похожая по дизайну, размеру и трансмиссии на Nova SS, продавалась в ЮАР. В отличие от современной Nova, модель выпускалась в кузове хардтоп.
Как и на ближневосточном рынке, Chevrolet Lumina SS на базе Holden Commodore продавался в Южной Африке как седан и ют до 2012 года.

### Бразильский рынок
Классика:
- Chevrolet Opala: 4,1 л (250 куб. дюймов) 250 I6 мощностью 112 кВт (150 л. с.) (1971—1974)
- Chevrolet Opala: 4,1 л (250 куб. дюймов) 250-S I6 мощностью 128 кВт (171 л. с.) (1974—1980)
- Chevrolet Opala 2,5 л (150 куб. дюймов) 151-S I4 мощностью 73 кВт (98 л. с.) (1974—1980)

Новая эра:
- Chevrolet Astra: 2,0 л (120 кубических дюймов) Family II I4 мощностью 97 кВт (130 л .с.) (2006)
- Chevrolet Corsa: 1,8 л (110 кубических дюймов) Family 1 SOHC 8-valve I4 мощностью 86 кВт (115 л. с.) (2006)
- Chevrolet Meriva: 1,8 л (110 кубических дюймов) Family 1 SOHC 8-valve I4 мощностью 86 кВт (115 л. с.) (2006)

### Австралия (Holden)
Классика:
- Holden SS Sedan: 4,2 л (253 кубического дюйма) V8 или 5,0 л (308 кубических дюймов) V8
- Holden LX Torana SS Hatchback: 3,3 л (202 кубического дюйма) I6, 4,2 л (253 кубического дюйма) V8 или 5,0 л (308 кубических дюймов) V8
- Holden VL Commodore SS: 5,0 л (304 кубического дюйма) 5000i V8
- Holden Special Vehicles Group A SS: 5,0 л (304 кубического дюйма) Enhanced 5000i V8
- Holden VN Commodore SS: 5,0 л (304 кубического дюйма) 5000i V8
- Holden VN Commodore SS: 5,0 л (304 кубического дюйма) 5000i V8
- Holden VP Commodore SS: 5,0 л (304 кубического дюйма) 5000i V8
- Holden VR Commodore SS: 5,0 л (304 кубического дюйма) 5000i V8
- Holden VT Commodore SS: 5,0 л (304 кубического дюйма) 5000i V8 или 5,7 л (350 кубических дюймов) GM Gen III LS1 V8

Современная эпоха:
- Holden VX Commodore SS: 5,7 л (350 кубических дюймов) GM Gen III LS1 V8
- Holden VU Ute SS: 5,7 л (350 кубических дюймов) GM Gen III LS1 V8
- Holden VY Commodore SS: 5,7 л (350 кубических дюймов) GM Gen III LS1 V8
- Holden VY Ute SS: 5,7 л (350 кубических дюймов) GM Gen III LS1 V8
- Holden VY Series II Commodore SS: 5,7 л (350 кубических дюймов) GM Gen III LS1 V8
- Holden VY Series II Ute SS: 5,7 л (350 кубических дйюмов) GM Gen III LS1 V8
- Holden VZ Commodore SS: 5,7 л (350 кубических дюймов) GM Gen III LS1 V8
- Holden VZ Ute SS: 5,7 л (350 кубических дюймов) GM Gen III LS1 V8
- Limited Run VZ SSZ Runout (седан и ют)
- Holden VE Commodore SS: 6,0 л (364 кубического дюйма) GM Gen III L98 V8 (2007—2010)
- Holden VE Ute SS: 6,0 л (364 кубического дюйма) GM Gen IV L98 V8 (2008—2010)
- Holden VE Sportwagon SS: 6,0 л (364 кубического дюйма) GM Gen IV L98 V8 (2009—2010)
- Holden VE Series II Commodore SS: 6,0 л (364 кубического дюйма) GM Gen III L77 V8 (2010—2013)
- Holden VE Series II Ute SS: 6,0 л (364 кубического дюйма) GM Gen III L77 V8 (2010—2013)
- Holden VE Series II Sportwagon SS: 6,0 л (364 кубического дюйма) GM Gen IV L77 V8 (2010—2013)
- Race-Specced 'SS V'
- Holden VF Commodore SS: 6,0 л (364 кубического дюйма) GM Gen IV L77 V8 (2013—2015)
- Holden VF Ute SS: 6,0 л (364 кубического дюйма) GM Gen IV L77 V8 (2013—2015)
- Holden VF Sportwagon SS: 6,0 л (364 кубического дюйма) GM Gen IV L77 V8 (2013—2015)
- Holden VF Series II Commodore SS: 6,2 л (376 кубических дюймов) GM Gen IV LS3 V8 (2015—2017)
- Holden VF Series II Ute SS: 6,2 л (376 кубических дюймов) GM Gen IV LS3 V8 (2015—2017)
- Holden VF Series II Sportwagon SS: 6,2 л (376 кубических дюймов) GM Gen IV LS3 V8 (2015—2017)
- Series I (Race-Specced 'SS V')
- Series II (Race-Specced 'SS V Redline')

- 1972 HQ
- 1976 Torana
- 1986 Commodore VL
- 1994 Commodore VR
- 2001 Commodore VX II
- 2002 Commodore VY

### Индонезийский рынок
- Chevrolet Captiva: 2,4 л (150 кубических дюймов) Ecotec LE5 I4 мощностью 128 кВт (171 л. с.) (2011)

## Концепт-кар
В 2003 году подразделение Chevrolet выпустило концепт-кар SS с двигателем V8 мощностью 430 л. с. и «гоночной» подвеской.